# Duane Vermeulen

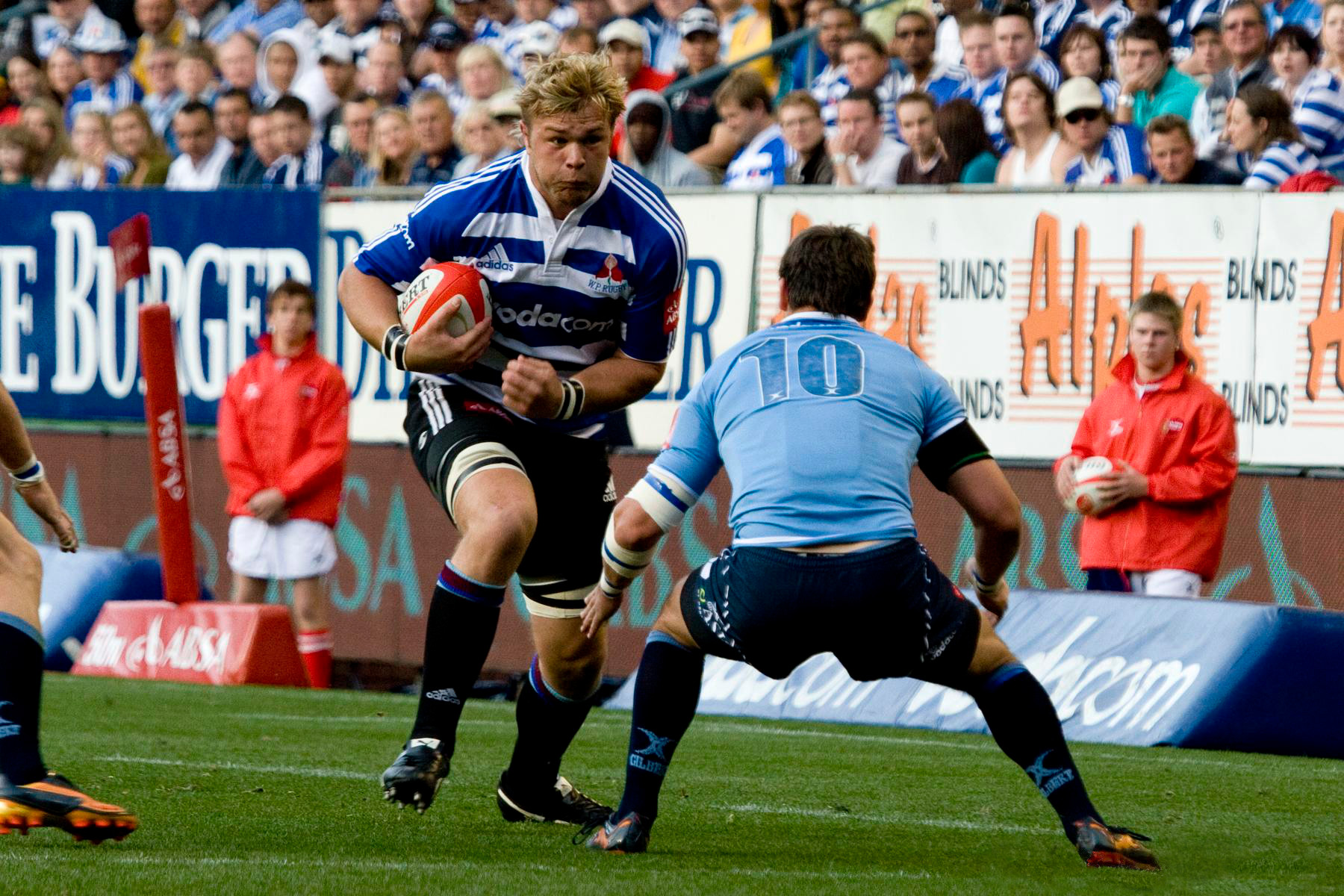
Vermeulen w barwach Western Province (2010)

Daniel Johannes „Duane” Vermeulen (wym. [ˈdweɪn fərˈmøələn], ur. 3 lipca 1986 r. w Nelspruicie) – południowoafrykański rugbysta grający przeważnie na pozycji wiązacza. Reprezentant kraju, zdobywca i dwukrotny uczestnik pucharu świata.

## Młodość
Duane uczęszczał do Laerskool Nelspruit (Nelspruit Primary School), a następnie Hoërskool Nelspruit (Nelspruit High School). Choć osiągał także dobre wyniki w lekkoatletyce (szczególnie w dyscyplinach rzutowych), ostatecznie zdecydował się na uprawianie rugby – podobnie jak ojciec, który na niższych poziomach rozgrywkowych grał w drużynach z Kraju Przylądkowego. Jednym z osiągnięć szkolnej drużyny Vermeulena było pokonanie – po raz pierwszy od 15 lat – popularnych „Affies”, reprezentantów Afrikaanse Hoër Seunskool z Pretorii.

## Kariera klubowa
Vermeulen jest wychowankiem akademii Pumas, regionalnej drużyny z siedzibą w rodzinnym Nelspruicie. W barwach zespołu z prowincji Mpumalanga występował w zespołach do lat 18, 20 i 21 w rozgrywkach Craven Week i młodzieżowej odmianie turnieju Currie Cup (lata 2004–2005). Również w roku 2005 po raz pierwszy został zgłoszony do składu Pumas na seniorskie rozgrywki Currie Cup. Wraz z końcem sezonu 2006, wypatrzony przez trenera Rassiego Erasmusa, Vermeulen przeniósł się do Bloemfontein. Podpisał tam kontrakt z Free State Cheetahs – drużyną występującą w rozgrywkach krajowych oraz Cheetahs z ligi Super 14. Rozegrawszy zaledwie dwa spotkanie dla Cheetahs w Vodacom Cup, został niemal natychmiast włączony do składu na mecz z nowozelandzkimi Highlanders. W drugiej części sezonu wywalczył sobie pewne miejsce w składzie drużyny rywalizującej w Currie Cup, w których to rozgrywkach ostatecznie Cheetahs odnieśli zwycięstwo.
Po dwóch sezonach spędzonych w Bloemfontein, pod koniec 2008 roku Vermeulen przeniósł się do Kapsztadu, gdzie związał się z zespołem Western Province i  jego odpowiednikiem w rozgrywkach Super 14, Stormers. Po raz kolejny niepoślednią rolę w transferze odgrywał Rassie Erasmus, który wówczas prowadził Stormers. Duane debiutował w meczu przeciwko drużynie z Natalu, Sharks. W trakcie swojego drugiego sezonu spędzonego w Kapsztadzie Vermeulen wraz z kolegami dotarł do finału Super 14, gdzie jednak Stormers ulegli Bulls 17:25. Po kolejne laury, tym razem w barwach Western Province, sięgał w 2012 i 2014 roku, kiedy to zdobył swój drugi i trzeci tytuł w Currie Cup.
Latem 2013 roku wystąpił w legendarnej pasiastej koszuli elitarnego klubu Barbarians w meczu, w którym „Baa-Baas” mierzyli się z ekipą Fidżi.
Przed rozpoczęciem sezonu 2015, gdy etatowy kapitan Stormers Jean de Villiers doznał poważnej kontuzji, to właśnie Vermeulenowi powierzono tę funkcję. Dotychczasowe kontrakty zawodnika z drużynami z Kapsztadu upływały z końcem rozgrywek w 2015 roku, zaś propozycje ich przedłużenia – na mocy których miał zostać najlepiej zarabiającym zawodnikiem w Południowej Afryce – Duane odrzucił. Pod koniec rozgrywek Super Rugby zawodnik Stormers doznał kontuzji, która wykluczyła go z ostatniego spotkania sezonu zasadniczego. W trakcie przerwy na rehabilitację Vermeulen został przedstawiony jako najnowszy nabytek klubu RC Toulonnais, francuskiego potentata z ligi Top 14. Decyzja ówczesnego kapitana całkowicie zaskoczyła sztab Stormers, który wyraził swoje rozczarowanie sposobem rozwiązania sprawy. Sam zawodnik tłumaczył później, że transfer do Francji miał być objęty klauzulą poufności i został przedwcześnie ujawniony wbrew jego intencjom. 

## Kariera reprezentacyjna
Pierwsze powołanie do kadry Vermeulen otrzymał w roku 2008, gdy występował w drużynie Cheetahs, jednak już podczas zgrupowania zdiagnozowano u niego uraz odcinka szyjnego kręgosłupa, który oznaczał 10-tygodniową przerwę w treningach.
W 2009 roku znalazł się w składzie Emerging Springboks, drugiej reprezentacji RPA na sparing z zespołem British and Irish Lions podczas ich tournée po Południowej Afryce.
Dwa lata później selekcjoner Peter de Villiers powołał Vermeulena do szerokiego składzu kadry przygotowującej się do Pucharu Świata, jednak w czerwcu zawodnik doznał kolejnego urazu, tym razem kolana, który wymagał operacji i co najmniej sześciotygodniowej przerwy w grze. Gracz Stormers nie znalazł się w końcowym składzie „Springboks” na rozgrywany w Nowej Zelandii turniej.
Ostatecznie Vermeulen zdołał zadebiutować w drużynie narodowej 8 września 2012 roku w spotkaniu Rugby Championship przeciwko Australii. Ówczesny trener drużyny narodowej Heyneke Meyer stwierdził wówczas, że tylko z uwagi na wcześniejsze urazy nie zdołał wcześniej wystąpić w barwach „Springboks”. Vermeulen natychmiast wywalczył sobie miejsce w wyjściowym składzie reprezentacji, każdorazowo występując od pierwszej minuty meczu. Swoje premierowe przyłożenie zdobył w meczu przeciwko Walijczykom w czerwcu 2014.
Na początku 2014 roku trener drużyny narodowej wypowiedział się z uznaniem dla umiejętności przywódczych Vermeulena, sugerując, że w przyszłości może on zostać kapitanem „Springboks”.
Na początku czerwca 2015 roku podczas treningu doznał kolejnego urazu szyi, na poziomie C5, w którego wyniku dysk międzykręgowy uciskał na korzenie nerwowe. Niezbędna okazała się być natychmiastowa operacja – jej przeprowadzenie specjaliści określili jako najlepsze rozwiązanie w średniej i długiej perspektywie czasowej. Kontuzja sprawiła, że występ Vermeulena podczas kolejnego pucharu świata raz jeszcze stanął pod znakiem zapytania. Ostatecznie zawodnik otrzymał powołanie i choć opuścił pierwsze spotkanie, uczestniczył w dalszej części turnieju. Raz jeszcze Heyneke Meyer podkreślił wówczas umiejętności mentalne i zaangażowanie w grę Vermeulena.

## Styl gry
Vermeulen jest określany jako modelowy przedstawiciel niezwykle fizycznego południowoafrykańskiego podejścia do rugby. Jest bardzo silny, zarówno z piłką, jak i w obronie, a także stosunkowo szybki jak na zawodnika formacji młyna. Cechuje się też wysokimi umiejętnościami walki w przegrupowaniach i przechwytywania piłki. Co więcej, potrafi również wykonać podanie w trakcie starcia z rywalem.
Występy zarówno w barwach Stormers, jak i reprezentacji narodowej w latach 2014–2015 sprawiły, że powszechne stały się opinie, iż obok Kierana Reada jest najlepszym zawodnikiem na świecie występującym na pozycji numer 8. Otrzymał wówczas nominację do nagrody dla najlepszego zawodnika na świecie.

## Wyróżnienia
- nominacja do nagrody Gracza Roku 2014 według World Rugby (World Rugby Player of the Year)[16][29]
- nagroda dla najlepszego zawodnika roku 2014 w Południowej Afryce (SARU Rugby Player of the Year)[16][24][30]
- nagroda dla Gracza Roku 2014 według South African Rugby Players’ Association (SARPA Players’ Player of the Year)[30]
- nagroda dla najlepszego południowoafrykańskiego zawodnika roku 2014 w Super Rugby (Super Rugby Player of the Year)[16][30]
- nominacja do nagrody dla najlepszego południowoafrykańskiego zawodnika roku 2011 w Super Rugby[31]
- nominacja do nagrody dla najlepszego zawodnika roku 2010 w Currie Cup (Currie Cup Premier Division Player of the Year)[32]

## Życie osobiste
- W grudniu 2012 roku poślubił Ezél van der Walt[33]. Para ma syna Anru[3].
- Ukończył Randse Afrikaanse Universiteit[a][2].
- Ojciec Duane’a – André zmarł, gdy syn był dzieckiem[6][7].